# Ilka Boll
Ilka Boll (* 1923 in Oppeln/Oberschlesien; † 23. Juni 1985 in Essen) war eine Dramaturgin und Übersetzerin.
Ilka Boll wurde in Oberschlesien geboren und wuchs im polnischen Krakau zweisprachig auf. In ihrer Jugend war sie auch als Wettkampfschwimmerin aktiv.
Nach dem Zweiten Weltkrieg kam sie ins Ruhrgebiet und schlug die Theaterlaufbahn ein. In den Zeiten des Kalten Krieges und der Adenauer-Ära (den 1950er und 1960er Jahren) wirkte sie darauf hin, die Spielpläne an den deutschen Theatern für die polnische Literatur zu öffnen. Sie erarbeitete in der Ära der Intendanz Erich Schumachers an den Bühnen der Stadt Essen Spielpläne, die zu den interessantesten und mutigsten der Bundesrepublik gelten. Auf sie ist zurückzuführen, dass Stücke von Bert Brecht oder Rolf Hochhuth (etwa dessen späterer Welterfolg Der Stellvertreter) sich durchsetzten.
Ihr Verdienst war die Theaterbrücke in den Osten Europas. Schon früh übersetzte sie Stücke polnischer Dramatiker ins Deutsche und gab ihnen Spielraum auf der Essener Bühne. Auch andere deutsche Theater wurden von Boll zum Spielen polnischer Stücke angeregt.
1964 kam das erste Gastspiel eines polnischen Theaters in der Bundesrepublik zustande. Unter der Leitung des Regisseurs Kazimierz Dejmek gastierte in Essen das Warschauer Nationaltheater. Im Jahr 1968 wurde das Essener Schauspielensemble im Gegenzug nach Polen eingeladen. Als erstes Theater der Bundesrepublik spielten sie in Warschau in deutscher Sprache Wolfgang Borcherts Antikriegsstück Draußen vor der Tür.
Auch in den 1970er und 1980er Jahren sorgte Boll für einen intensiven kulturellen und literarischen Austausch zwischen den Ländern.
Boll legte zahllose Übersetzungen auch in Buchpublikationen vor. 1984 übernahm sie kurzfristig auch die Leitung des Essener Theaters.

## Publikationen (Auswahl)
- Ilka Boll: Das Frauenfreudenfest nach Aristophanes Manuskriptdruck. Bad Homburg, Stefani Hunzinger Bühnenverlag, 1981
- Ilka Boll: Schriften einer Dramaturgin. Essen, Bacht 1989.
- Herbert Somplatzki: Ilka Boll. Theater-Brennpunkt Essen. Klartext, Essen, 1989. ISBN 3884743384

## Übersetzungen (Auswahl)
- Tadeusz Różewicz: Der unterbrochene Akt und andere Stücke. Aus dem Polnischen von Ilka Boll, Frankfurt/Main, Suhrkamp 1966.
- Janusz Korczak: Wenn ich wieder klein bin und andere Geschichten von Kindern. Aus dem Polnischen übersetzt von Ilka Boll und Mieczyslaw Wojcicki. Göttingen, Vandenhoeck & Ruprecht 1973. ISBN 3-525-31509-0
- Paul Foster: Elisabeth Eins, für die Aufführung der Städtischen Bühnen (Regie: Liviu Ciulei) sowie deren TV-Aufzeichnung 1975.
- Janusz Krasiński: Frühstück bei Desdemona. Stück in Zwei Akten. Deutsch von Ilka Boll. München, Theaterverlag Kurt Desch 1982.